# Bertren
Bertren (gaskognisch gleicher Name) ist eine französische Gemeinde mit 155 Einwohnern (Stand 1. Januar 2022) im Département Hautes-Pyrénées in der Region Okzitanien; sie gehört zum Arrondissement Bagnères-de-Bigorre und zum Gemeindeverband Neste Barousse. Seine Bewohner nennen sich Bertrenois/Bertrenoises.

## Geografie
Die Gemeinde Bertren liegt an der Garonne, rund 22 Kilometer südöstlich der Stadt Lannemezan an der Grenze zum Département Haute-Garonne. Die Gemeinde liegt an der D825 westlich der N125, besteht aus dem Straßendorf Bertren sowie wenigen Einzelgehöften und ist an den Berghängen bewaldet. Höchster Punkt der Gemeinde ist der Cap de Picon.

## Geschichte
Eine Kirche Saint-Jean-Baptiste in Berennio/Bertrennio wurde erstmals im Jahr 1384 erwähnt. Im Mittelalter lag der Ort innerhalb der Grafschaft Barousse in der Region Armagnac, die ein Teil der Provinz Gascogne war. Die Gemeinde gehörte von 1793 bis 1801 zum District La Barthe. Zudem lag Bertren von 1793 bis 2015 im Kanton Mauléon-Barousse. Die Gemeinde ist seit 1801 dem Arrondissement Bagnères-de-Bigorre zugeteilt.

## Bevölkerungsentwicklung
| Jahr                       | 1962 | 1968 | 1975 | 1982 | 1990 | 1999 | 2006 | 2014 | 2020 |
| Einwohner                  | 243  | 250  | 253  | 255  | 214  | 195  | 209  | 210  | 169  |
| Quellen: Cassini und INSEE |      |      |      |      |      |      |      |      |      |

## Sehenswürdigkeiten
- Kirche Saint-Jean-Baptiste aus dem 19. Jahrhundert
- Denkmal für die Gefallenen[1]
- ein Wegkreuz an der Rue Nationale

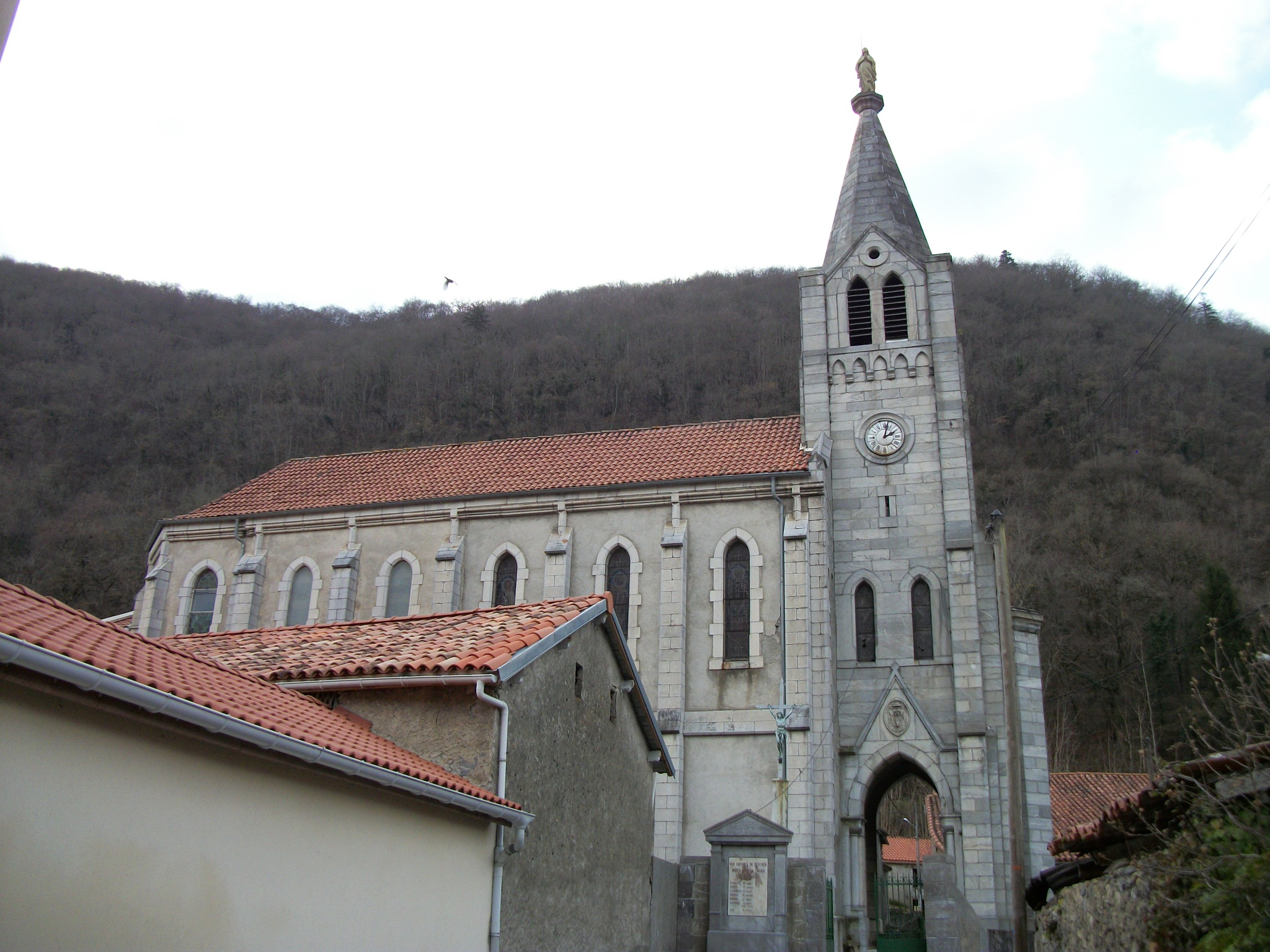
Kirche Saint-Jean-Baptiste
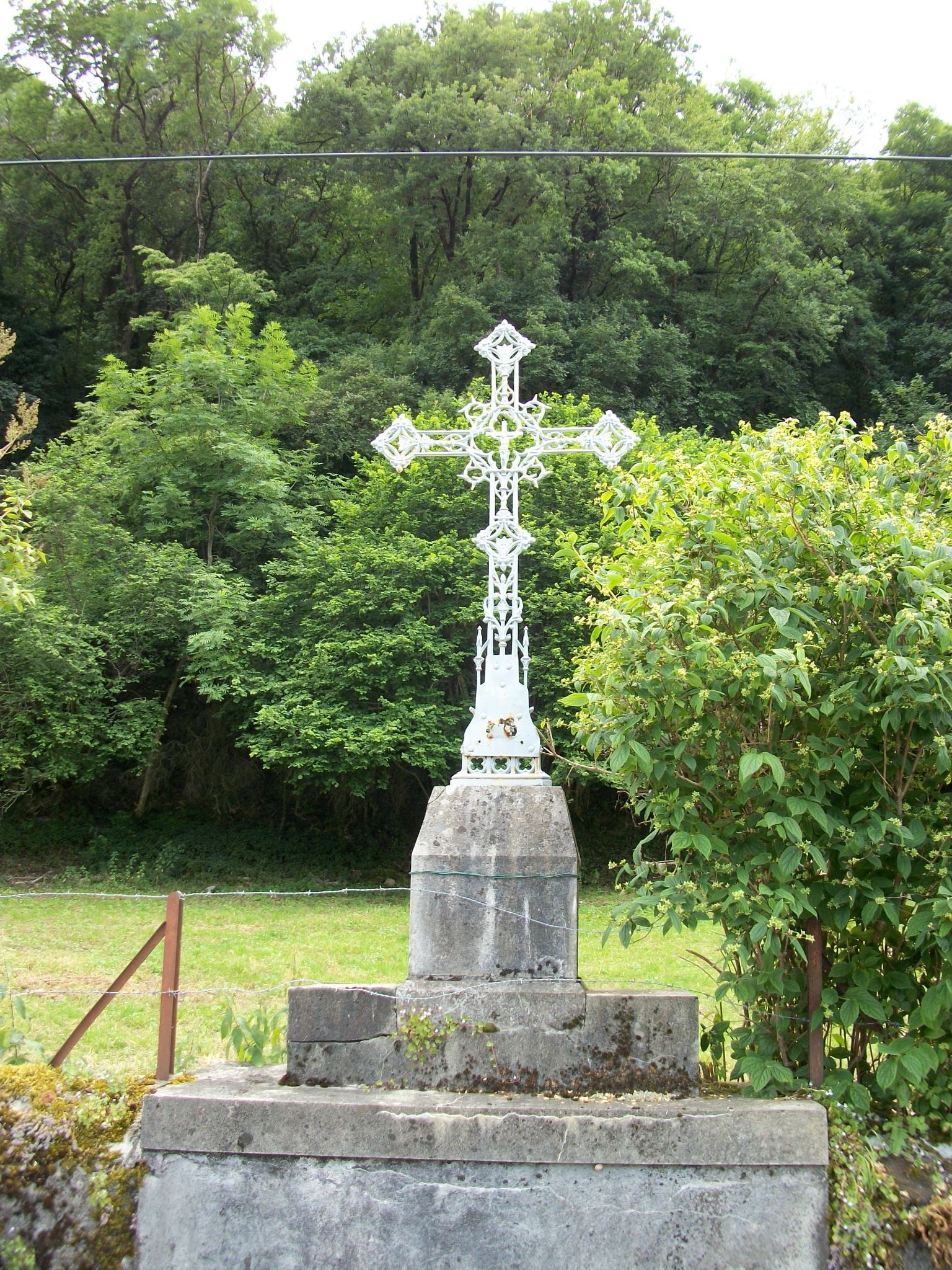
Flurkreuz
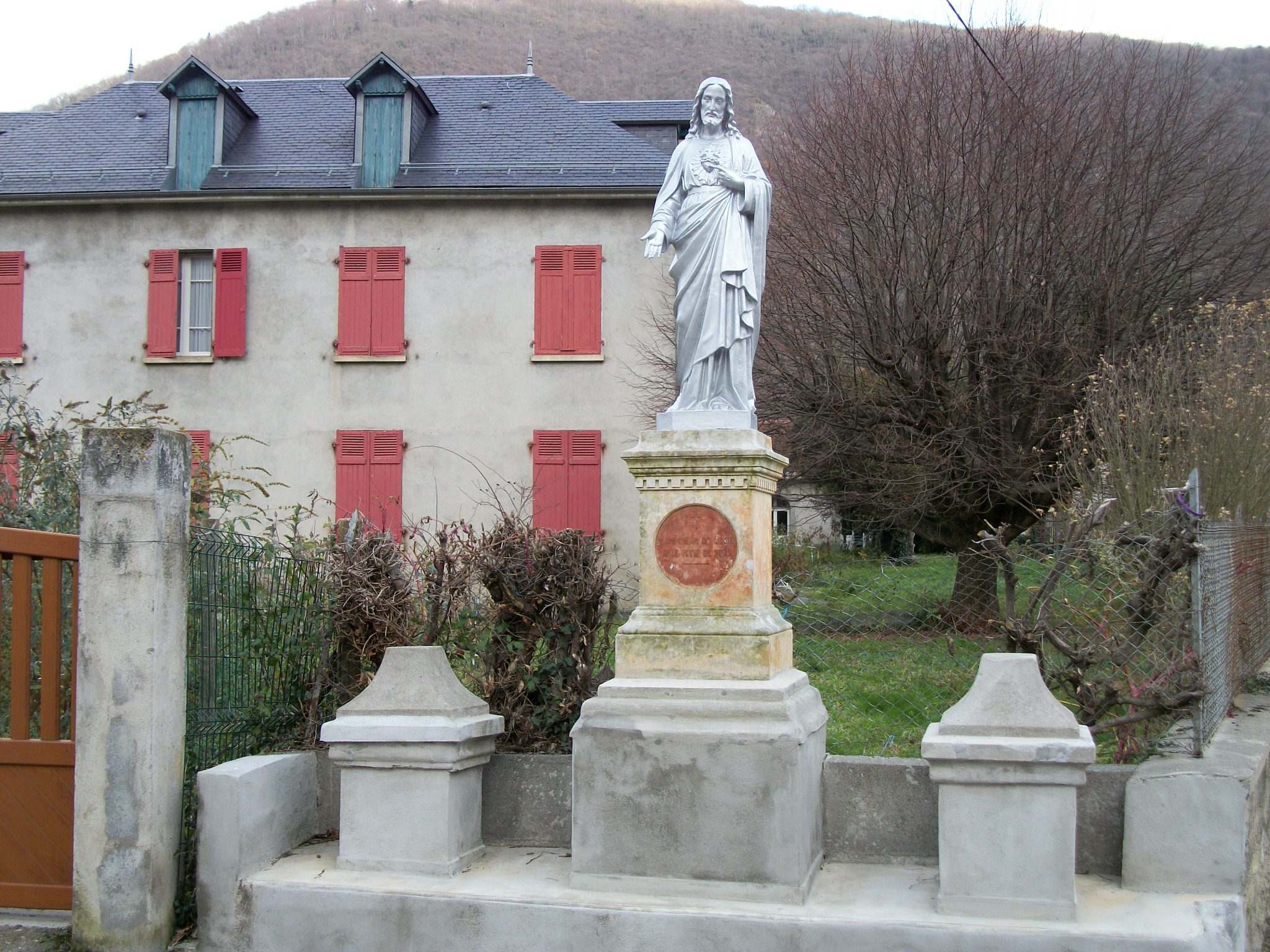
Jesusstatue